# Eduardo Torres Pérez
Eduardo Torres Pérez (Albaida, 1872 – Sevilla, 23 de desembre de 1934) fou un compositor, organista, mestre de capella, crític musical i director de cor valencià.
Inicià la seva formació musical com a infant de cor a la catedral de València, on rebé els ensenyaments de Salvador Giner i Vidal i del Pare Joan Bta. Guzmán. A primeries de 1896 es convertí en mestre de capella de la catedral de Tortosa. Seguí la carrera eclesiàstica al Seminari de València. Acabats els estudis, el 1910 obtingué la plaça de mestre de capella de la Catedral de Sevilla, càrrec que conservaria fins a la mort. Col·laborà amb Manuel de Falla en la fundació de l'Orquestra Bètica de Cambra, de què en seria el primer director, estigué vinculat a la secció musical de l'Ateneu de Sevilla i fou professor de música de l'Hospital Provincial, de la Societat Econòmica d'Amics del País i del Conservatori de Sevilla. Com a compositor va ser autor de moltes composicions religioses i profanes amb pseudònim, que li dugueren gran popularitat.